# Ротшильди

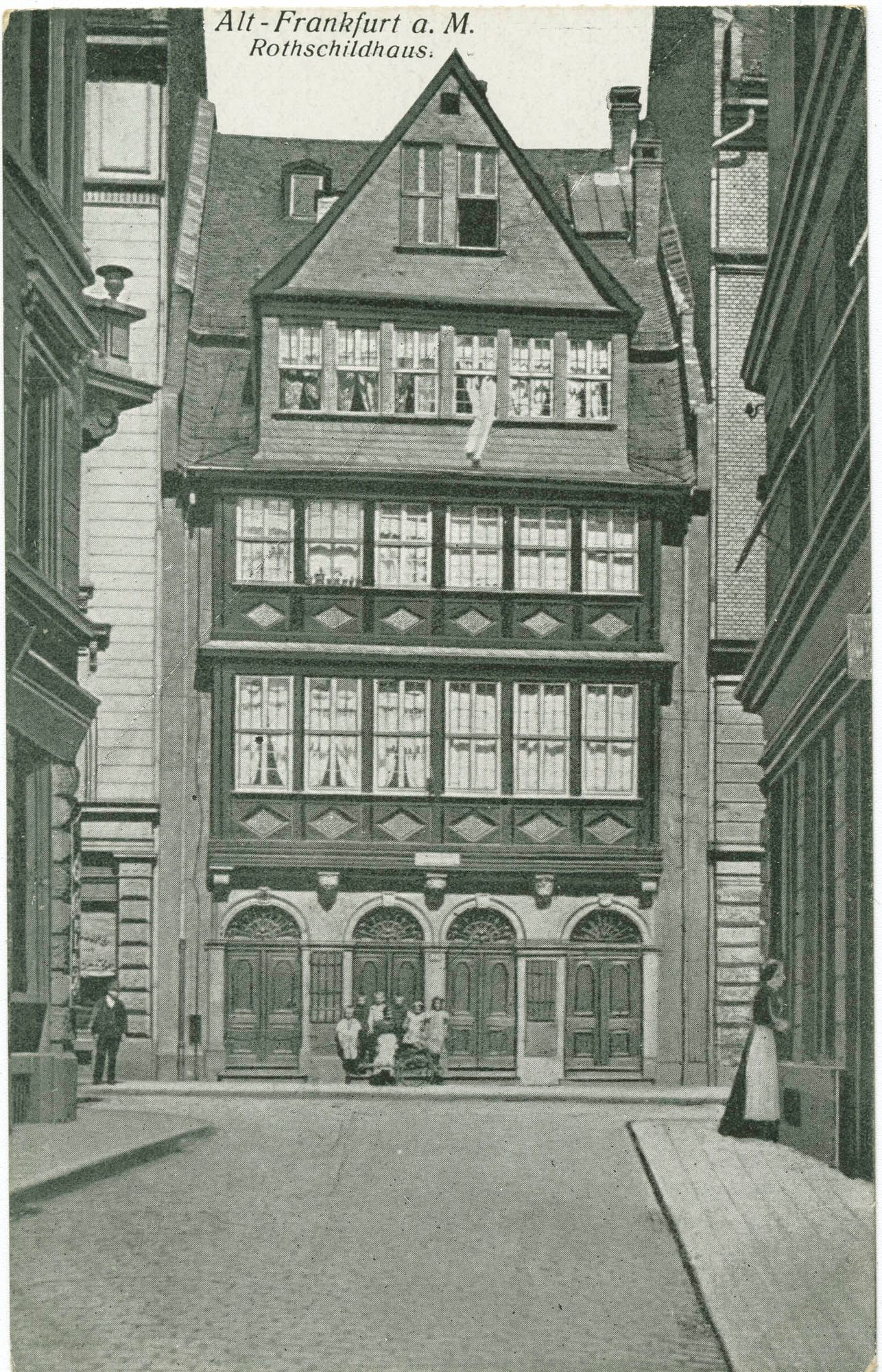
Родовий будинок Ротшильдів на єврейській вулиці у Франкфурті

Ро́тшильди (нім. Rothschild) — міжнародна династія підприємців, фінансово-промислова група. Засновником династії є Маєр Амшель Ротшильд, що заснував банк у Франкфурті-на-Майні. Бізнес продовжили п'ять його синів, а потім — онуки.
Члени клану[уточнити термін] Ротшильдів досі грають важливу роль у європейському бізнесі. Доходи групи в 2003 р. становили 828 млн доларів. Главою лондонської гілки Ротшильдів нині є барон Натанієль Чарлз Джейкоб Ротшильд — прапраправнук Натана Маєра Ротшильда. Його єдинокровна сестра Ема — економіст.
Англійська гілка династії володіє гірничодобувними монополіями в Південній Африці, найбільшими компаніями нафтової промисловості та кольорової металургії. Одним з наймогутніших банків світу є банк «Натан Маєр Ротшильд і сини» зі штаб-квартирою в Лондоні. Фінансове ядро французької гілки — холдингова компанія «Сосьєте денвестисман дю Нор» і банк «Ротшильд і К». Крім цього, у сімейства є ще сотні фірм і трестів середньої руки.

## Початок всім багатствам
Все розпочиналося зі звичайнісінького єврейського хлопчика із Франкфурта. Амшель Маєр походив з родини дрібних крамарів, які мешкали в єврейському гетто на околиці Франкфурта. За кольором вивіски на будинку їх називали Ротшильдами (з німецької це слово можна перекласти як «червона дощечка» або «червоний дах»).
Після смерті батька Маєр кинув школу і розпочав шукати роботу. Роботи хорошої знайти не зміг. Тому родоначальник найбагатшої династії знайшов собі справу — на смітнику! На звалищі він знаходив монети, які вийшли із обігу, потерті бляшки та медалі. Перед тим як продати їх колекціонерам, надавав їм потрібного (товарного) вигляду. Через кілька місяців він набуває популярності в любителів старовини. Накопичивши певну суму грошей, в 1750 році, Маєр орендує невелике приміщення в дешевому шиночку «Під зеленим абажуром» та відкриває антикварну крамницю.
Тодішня Німеччина кінця XVIII століття являла собою безліч дрібних держав, котрі створювали (карбували) власні монети. Саме в антикварній крамниці Маєр відкриває свій перший банк, площею лишень чотири квадратних метри. До нього приходять за обміном монет купці із різних німецьких князівств. На виторг від обміну валюти Маєр поступово скуповує крамниці міняйл, які потрапили в скрутне становище. Цим він розширював свій антикварний бізнес. Ім'я Ротшильда стає шанованим серед жителів міста. Сам він встигає зібрати кілька рідкісних колекцій старовини. Багато подорожує по німецьких князівствах, збуває свої колекції аристократам.
Кілька монет Маєр продав володарю Франкфурта — гессенському князю Вільгельму I. Володар був людиною дуже заможною (його батько був, зокрема, відомий тим, що постачав британцям вояків під час війни з північноамериканськими колоніями), але князівський титул не завжди дозволяв йому вести фінансові справи особисто. Для делікатних доручень Вільгельму була потрібна довірена особа, і врешті він зупинився на Маєрі, який виявився справді талановитим організатором і фінансистом.
Ротшильд вміло використовував можливості, які відкрилися з початком індустріальної революції в Британії. Перепродуючи англійські товари, він уникав необхідності перевозити великі суми грошей, а князь при цьому отримував додатковий прибуток. Коли Гессен був захоплений військами Наполеона I, його володар змушений був рятуватися втечею, Ротшильд не лише зберіг його капітали, але й забезпечив князю безтурботне життя у вигнанні.
Водночас Маєр розпочав створення власної фінансової імперії. Допомагали йому сини. За родинні справи в Британії відповідав Натан, у Франції оселився Яків, у Відні — Соломон, у Неаполі — Калман. Старший син Амшель разом із батьком і надалі жив у Франкфурті. Компанії, засновані синами, за паперами були незалежними одна від одної, але насправді їхні кошти були спільними. Узгоджувати дії власників дозволяла єдина система зв'язку і кур'єрська служба. На відміну від конкурентів, Ротшильди могли позичати величезні суми, до того ж під помірні відсотки.
Наполеон I з підозрою ставився до банкірів і лихварів, особливо якщо вони не були французами. Однак усі спроби викрити маніпуляції Ротшильдів та знищити їхню фінансову імперію не мали успіху. Лише підштовхнули Маєра до боротьби з самим французьким імператором. Ротшильд взявся за налагодження контрабандної торгівлі, що руйнувала Континентальну блокаду. А його синам Натану і Якову навіть вдалося переправити золото для іспанської армії Веллінгтона, до того ж найнеймовірнішим способом — через територію Франції.
Зиск, отриманий від оборудки, дозволив Ротшильдам повернути гессенському князю усі його гроші з чималими відсотками. Коли Маєр помер, його статки вдвічі перевищували капітал Французького банку — це була зброя, захиститися від якої Наполеону I було вже нічим.

## Герб Ротшильдів

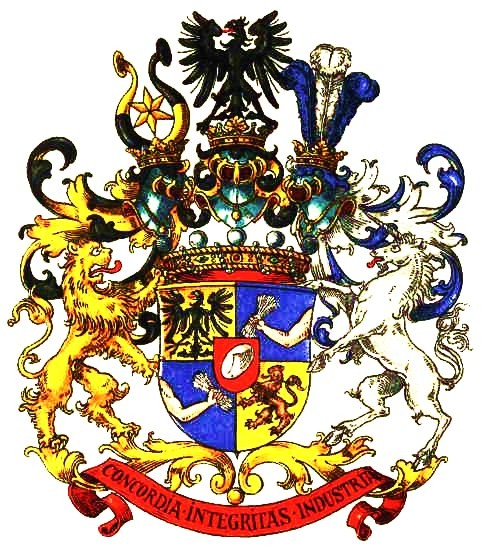

На гербі Ротшильдів зображені п'ять стріл, що символізують п'ятьох синів Маєра Ротшильда по аналогії з текстом 126 псалма: «Як стріли в руках того велетня, так і сини молоді». Нижче на гербі написано сімейний девіз на латині: Concordia, Integritas, Industria (Згода, Чесність, Працьовитість).

## Представники династії
- Маєр Амшель Ротшильд (1744—1812),
- Амшель Маєр Ротшильд (1773—1855),

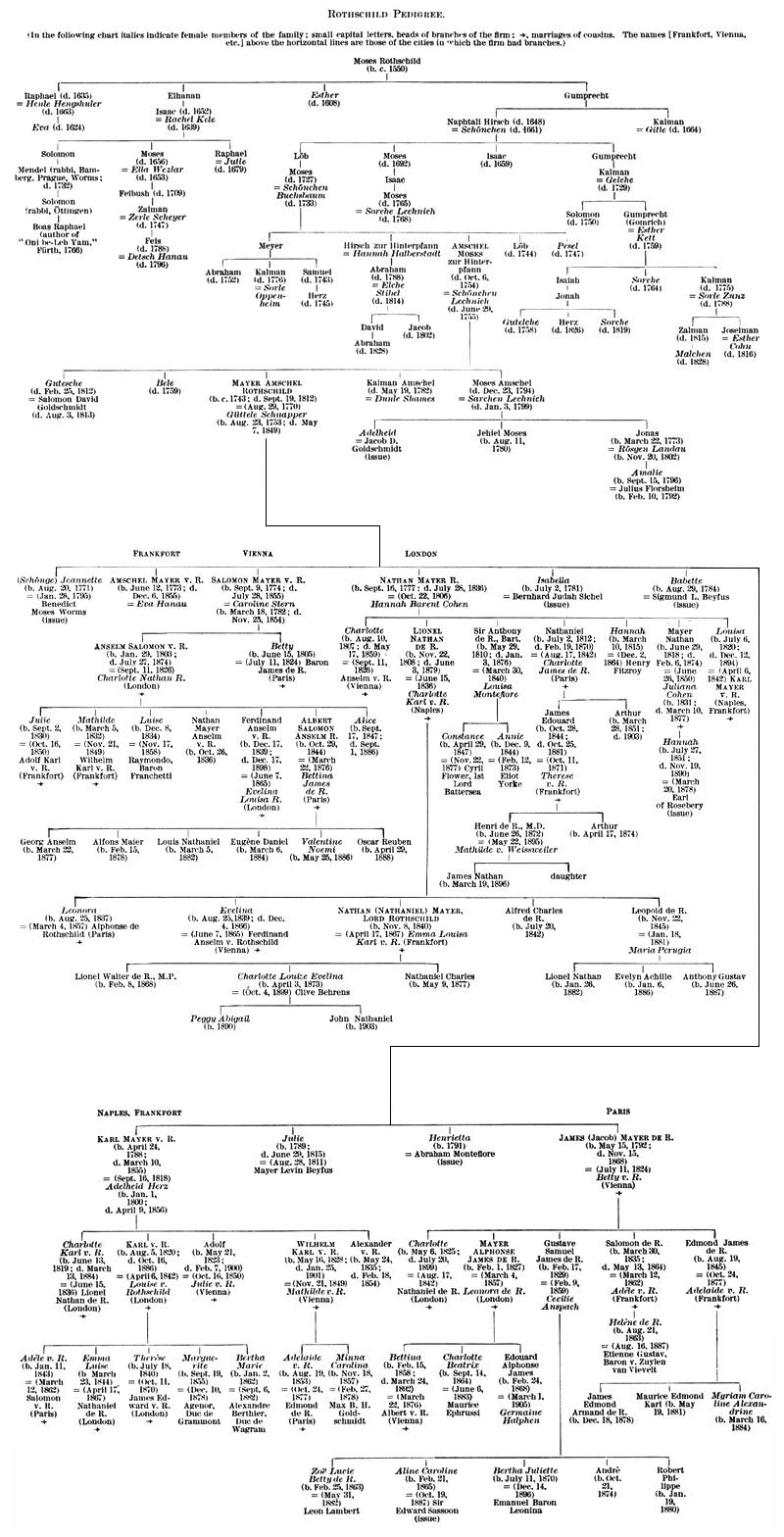
Генеалогічне дерево сімейства Ротшильдів.

- Соломон Маєр Ротшильд (1774—1855),
- Натан Маєр Ротшильд (1777—1836),
- Кальман Маєр Ротшильд (1788—1855),
- Джеймс Маєр Ротшильд (1792—1868),
- Натан Ротшильд, 1-й барон Ротшильд (1840—1915)
- Едмон де Ротшильд (1845—1934),
- Беатриса Ефруссі де Ротшильд (1864—1934)
- Лайонел Волтер Ротшильд, 2-й барон Ротшильд (1868—1937)
- Чарльз Ротшильд (1877—1923)
- Натаніель Чарльз Джейкоб Ротшильд (1936—2024),
- Емма Ротшильд (нар. 1948).

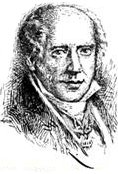
Маєр Амшель Ротшильд
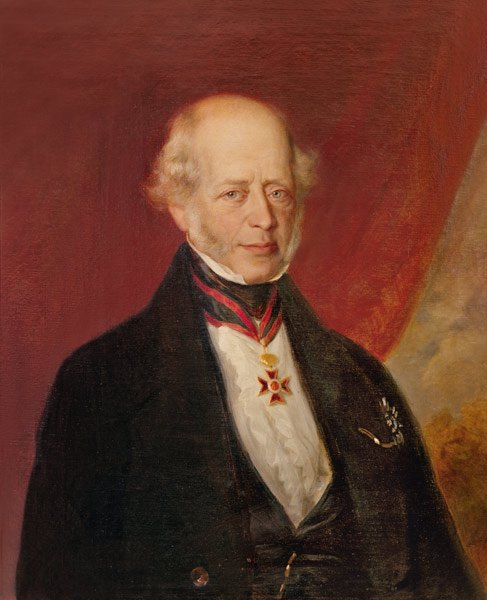
Амшель Маєр Ротшильд
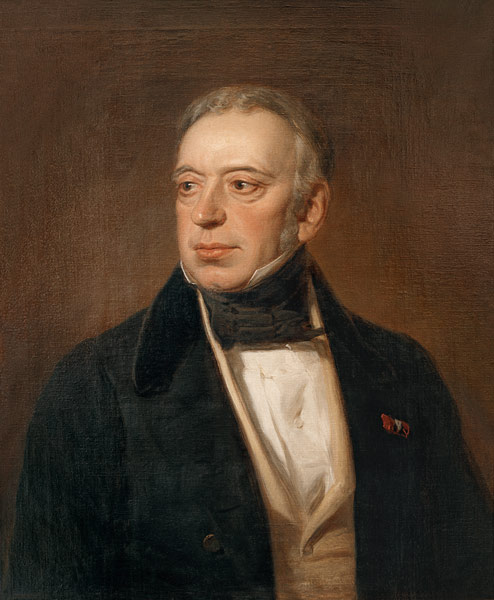
Соломон Маєр
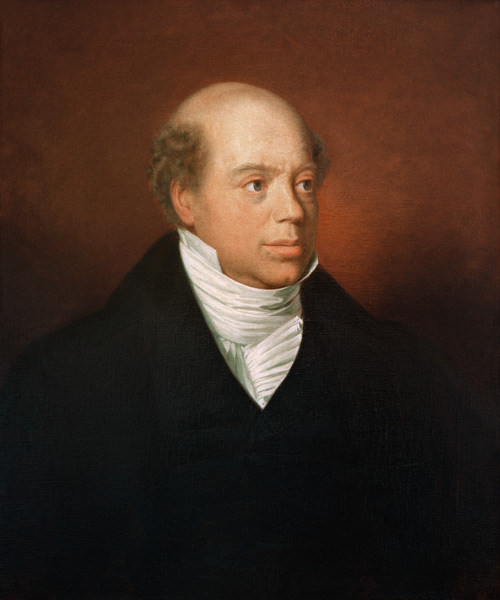
Натан Маєр Ротшильд
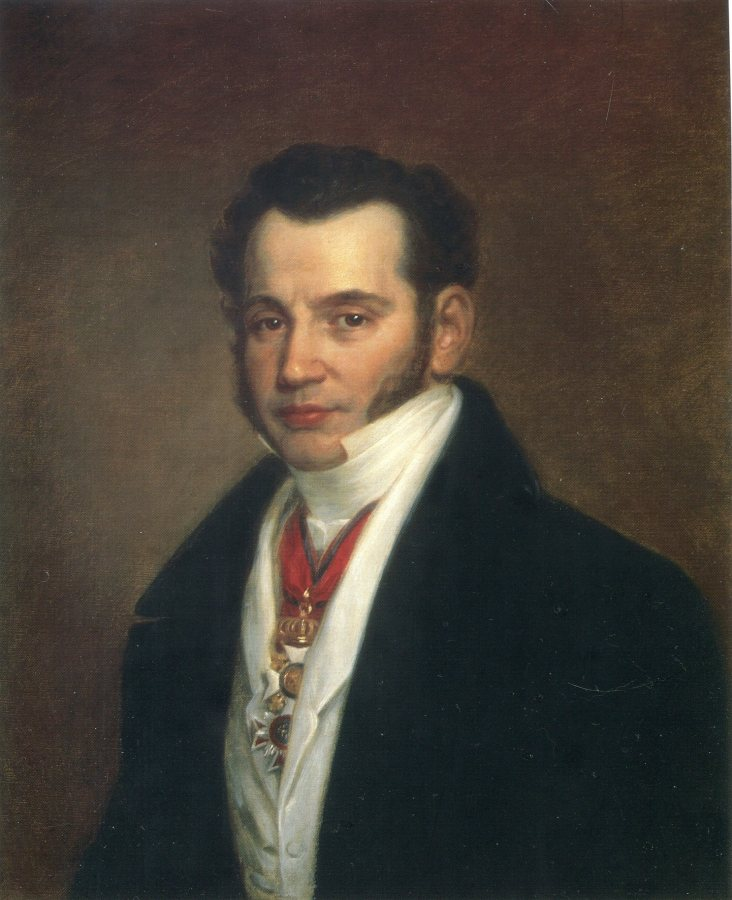
Кальман Маєр
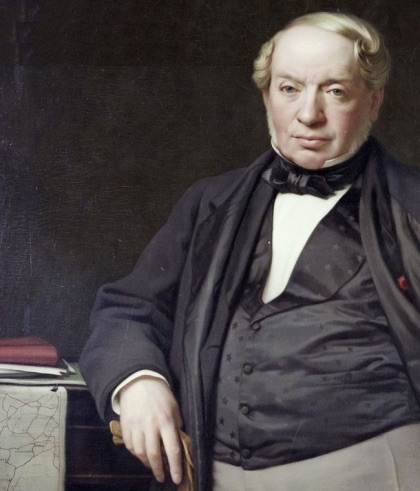
Джеймс Маєр Ротшильд